# Pekao Open 2005
Il Pekao Open 2005 è stato un torneo di tennis facente parte della categoria ATP Challenger Series nell'ambito dell'ATP Challenger Series 2005. È stata la 13ª edizione del torneo e si è giocato a Stettino in Polonia dal 19 al 25 settembre 2005 su campi in terra rossa.

## Vincitori

### Singolare
Agustín Calleri ha battuto in finale  Alberto Martín con il punteggio di 4–6, 6–2, 6–4.

### Doppio
Mariusz Fyrstenberg /  Marcin Matkowski hanno battuto in finale  Agustín Calleri /  Sebastián Prieto con il punteggio di 6–2, 6–4.